# Wank
Wank er et bjerg ved Garmisch-Partenkirchen i Tyskland, nær grænsen til Østrig. Bjerget er en del af bjergkæden Estergebirge og har en højde på 1.780 meter over havet. Fra bunden af dalen går en svævebane, Wankbahn op i nærheden a toppen. Fra toppen er der en flot udsigt over Garmisch og Partenkirchen.